# Les Pieux
Les Pieux é uma comuna francesa na região administrativa da Normandia, no departamento Mancha. Estende-se por uma área de 15,25 km². Em 2010 a comuna tinha 3 310 habitantes (densidade: 217 hab./km²).